# Acta de Jersey

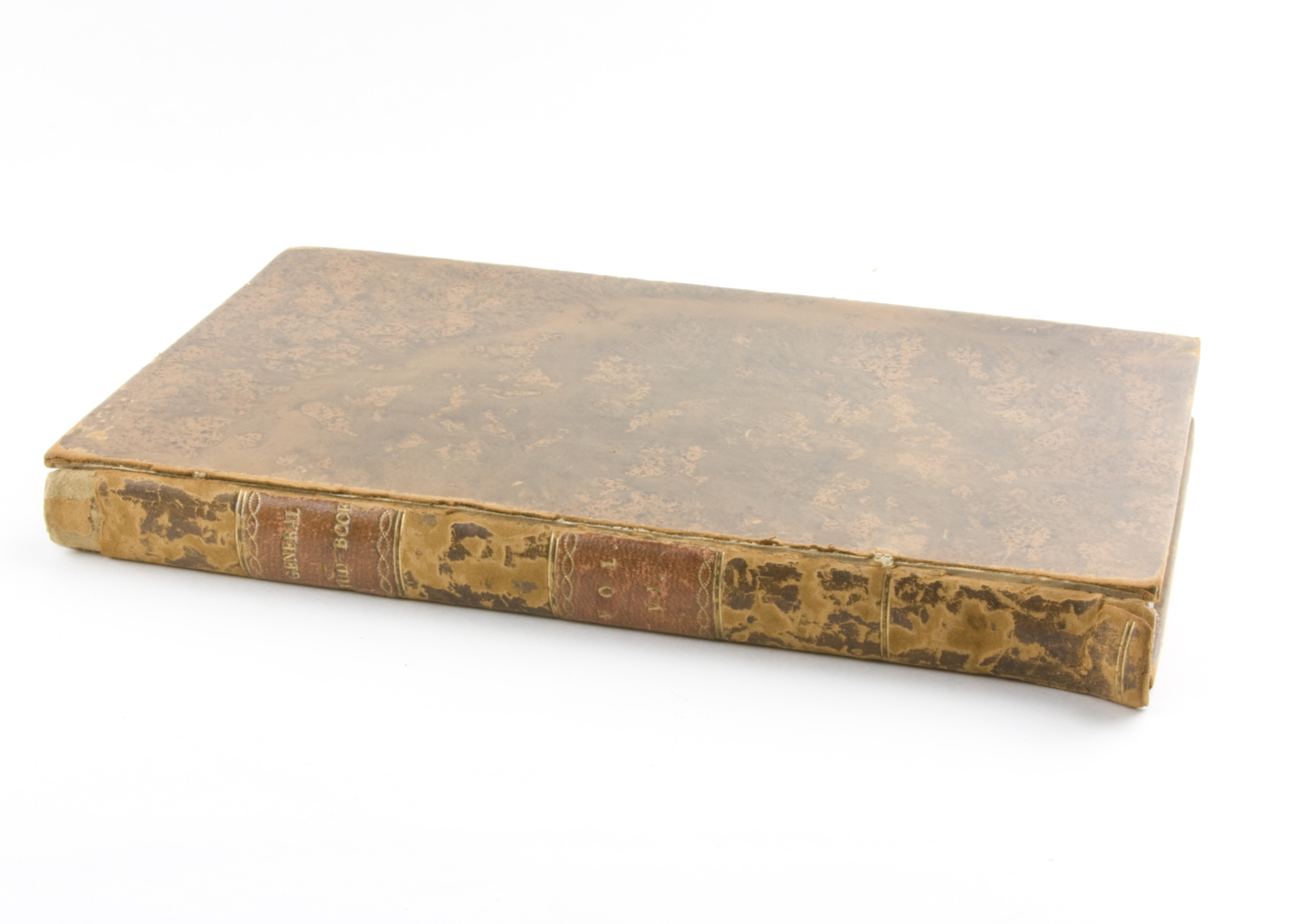
Un primer volumen del General Stud Libro, Volumen 6

El Acta de Jersey fue introducida para impedir la inscripción de la mayoría de los caballos Purasangre de origen americano en el General Stud Book británico. Tuvo sus raíces en el deseo británico de detener la llegada de caballos de carrera norteamericanos de sangre impura a principios del siglo XX. Muchos caballos americanos fueron exportados a Europa para dedicarse a correr en carreras después de que se declararan prohibidas las carreras de caballos en diversos estados pertenecientes a los Estados Unidos, lo cual redujo la cantidad de Purasangre, así como a las carreras de caballos en aquel país. La pérdida de registros durante la Guerra Civil americana y el retraso en la inscripción del Purasangre americano hizo que el establecimiento británico de carreras dudara sobre el hecho de que los caballos de crianza americanos fueran de raza.
En 1913 el Jockey Club y los dueños del General Stud Book pasaron por un control nombrado por la prensa extranjera después de que el administrador del Jockey Club, Sir Jersey, prohibiera la inscripción de caballos en el libro a no ser que todos los antepasados del caballo hayan sido registrados. A pesar de las protestas de los americanos, el control estuvo vigente hasta 1949.

## De fondo
Antes de la introducción en 1913 de la conocida Acta de Jersey, en el Reino Unido, los caballos Purasangre eran registrados en el General Stud Book, el registro de los Purasangre británicos e irlandeses. Las reglas permitieron que un caballo sea registrado si todos sus antecesores estaban inscriptos en el ya mencionado libro o si fue criado fuera de Gran Bretaña o Irlanda y fue registrado en su país de origen. El General Stud Book tuvo las reglas más rigurosas para la inscripción de los Purasangre en aquel entonces, alrededor del 1900; otros países, incluyendo los Estados Unidos, Francia, Australia y Rusia, fueron tachados por los británicos e irlandeses de ser poco rigurosos y criticados por haber permitido el ingreso de algunos caballos impuros a sus registros nacionales.
La prohibición de las apuestas de carreras de caballos en algunas partes de los Estados Unidos entre 1900 y 1913 llevó a que una gran cantidad de caballos americanos fueran enviados a Gran Bretaña e Irlanda, aumentando los miedos entre los británicos de que recibirían muchos caballos americanos de raza y que la existencia de los caballos británicos devendría inútil. El estado más grande en prohibir las apuestas de caballos fue Nueva York , el cual cumplió la Ley de Hart-Agnew en 1908. Por el año 1911, el precio común de un potro estaba debajo de $230 ($5,910 en 2017). Antes del 1900, la mayoría de los caballos fueron importados a Gran Bretaña para correr. La prohibición del juego provocó que muchos caballos americanos no pudieran mantenerse, y muchos fueron exportados a Europa para correr. Debido a la disminución de caballos en los EE.UU.,  se supuso que la mayoría de los caballos enviados a Europa se quedarían allí permanentemente y, después de que se retiraran de las carreras, introduciría las carreras de caballo fuera de los EE.UU. Entre 1908 y 1913, más de 1500 Purasangre fueron exportados a los Estados Unidos. Entre estos había 24 caballos que habían sido o serían campeones – entre ellos Artful, Colin, Henry of Navarre, Peter Pan y Ballot.
El American Stud Book, el libro de inscripción para los Purasangre americanos, no fue fundado hasta 1873, mucho más tarde que el General Stud Book, y las reglas para inscripción solo requerían que el caballo tuviera cinco generaciones de antepasados registradas dentro del "American Stud Book" o en otro registro nacional, a diferencia de las reglas del General Stud Book. Además, muchos registros fueron destruidos durante la Guerra Civil Americana. El resultado fue que el Purasangre americano en 1913 comenzó a mostrar un pedigrí que no concordaba con las reglas del General Stud Book. A esto se le añade el hecho que los caballos americanos empezaron a ganar las carreras de caballos más importantes en Inglaterra, empezando con Iroquois, quién ganó el 1881 el Derby de Epsom.
J. B. Haggin, un criador americano de caballos y dueño de la histórica Granja de Elmendorf, había empezado a embarcar numerosos contingentes de caballos americanos a Inglaterra para vender, incluyendo al ganador del "Gran Nacional de Inglaterra" llamado Rubio. Esto causó miedo en los británicos debido a que si otro caballo americano lo ganaba, el mercado inglés de carreras de caballos quebraría. Como primer paso, las autoridades inglesas de carreras de caballos empezaron para limitar el número de licencias de entrenamiento en el Circuito de Newmarket, dando la espalda a un número de caballos americanos. Las reglas del General Stud Book para poder inscribirse fueron también enmendadas en 1909 para restringir la inscripción a caballos cuyos ancestros estaban ya registrados en el General Stud Book. Los caballos registrados en otros registros nacionales estaban lejos de poder ser importados y registrados.

## Citas
- Willett, Peter (1970). The Thoroughbred. New York: G. P. Putnam's Sons. OCLC 99040.
- Williams, Joe (22 de diciembre de 1943). «Juicy Steaks Decide Rickey's Camp Choice». The Pittsburgh Press. Consultado el 10 de octubre de 2010.
- Blood-Horse Staff (2006). Horse Racing's Top 100 Moments. Lexington, KY: Eclipse Press. ISBN 1-58150-139-0.
- Churchill, Randolph (2 de septiembre de 1946). «Today in Europe». The Palm Beach Post. Consultado el 10 de octubre de 2010. (enlace roto disponible en Internet Archive; véase el historial, la primera versión y la última).
- Hewitt, Abram S. (1982). The Great Breeders and Their Methods. Lexington, KY: Thoroughbred Owners and Breeders Association. OCLC 12739523.
- Jockey Club (1913). «Racing Calendar». Racing Calendar. OCLC 33852540.
- Leicester; Charles (1983). Bloodstock Breeding. London: J. A. Allen. ISBN 0-85131-349-3.
- Montgomery, Edward E. (1971). The Thoroughbred. New York: Arco Publishing. ISBN 0-668-02824-6.
- Napier, Miles; Rasmussen, Leon (1990). Treasures of The Bloodstock Breeders' Review. London: J.A. Allen. ISBN 0-85131-502-X.
- Robertson, William H. P. (1964). The History of Thoroughbred Racing in America. New York: Bonanza Books. OCLC 360403.